# Ivar Ålenius-Björk

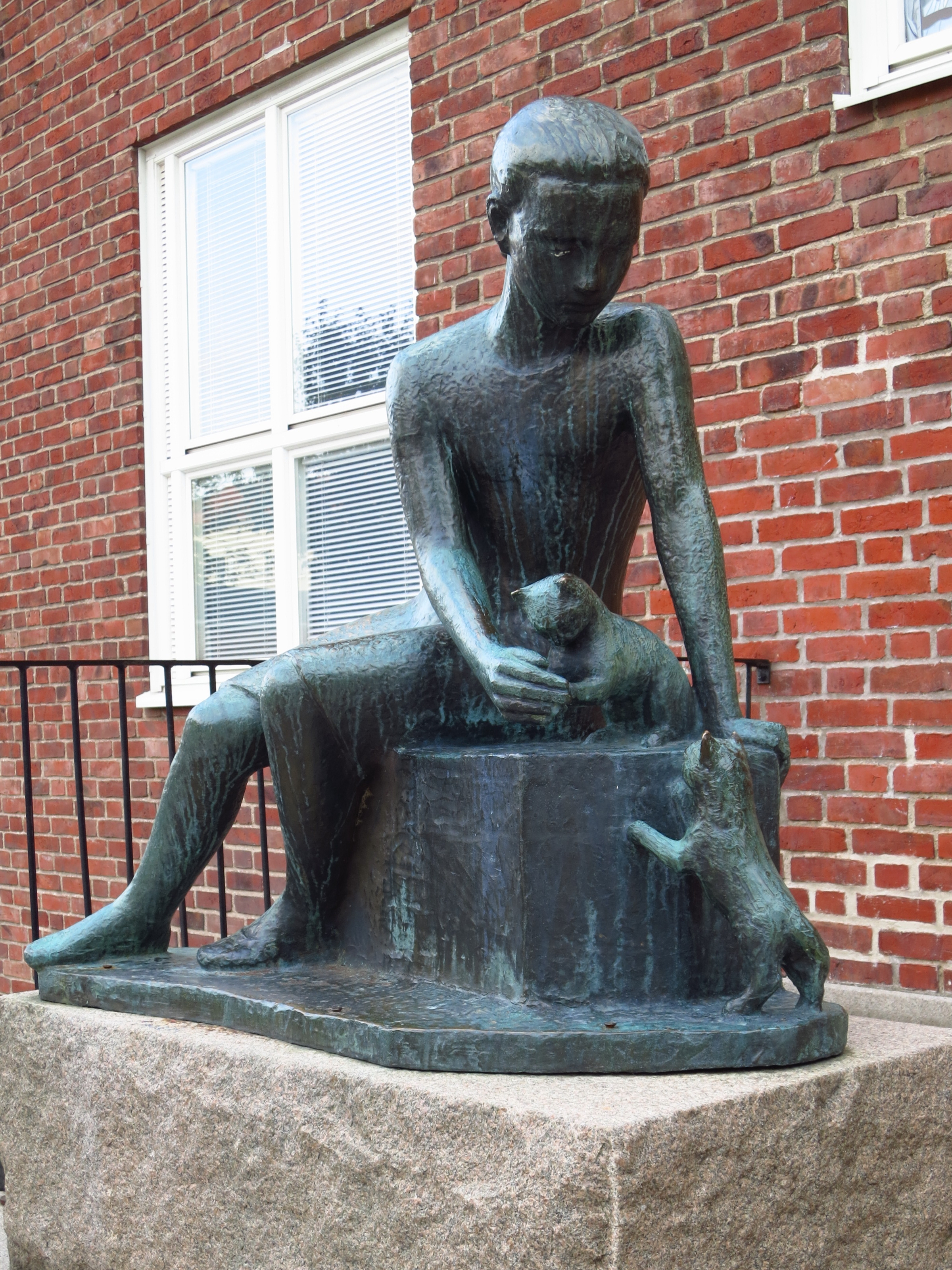
Flicka med kattungar, Dammfriskolan i Malmö

Ivar Johannes Wilhelm Ålenius-Björk, född 30 augusti 1905 i Malmö, död 6 oktober 1978 i Veberöd, var en svensk skulptör och formgivare.
Ivar Ålenius-Björk var son till musikdirektören August Wilhelm Björk och sångaren Anny Wilhelmina Ålenius och från 1943 gift med sekreteraren och korrespondenten Asta Emmy Alfrida Samuelsson (1915-1983). Han utbildade sig på Malmö stads lärlings- och yrkesskola, på Skånska Målarskolan i Malmö och på Den tekniske skole och för Olaf Stæhr-Nielsen vid Kunstindustriskolen och Rannows malerskole samt för Einar Utzon-Frank vid Det Kongelige Danske Kunstakademi i Köpenhamn 1929–1934. Dessutom bedrev han självstudier under resor till Tyskland Frankrike, Italien och England. Efter sina resor arbetade han periodvis som medhjälpare till skulptörerna Carl Milles, Ivar Johansson och Stig Blomberg. Tillsammans med John Wipp och Gösta Lindqvist ställde han ut i Lund 1960 och tillsammans med Tord Bæckström i Halmstad samt tillsammans med Ernst Norlind och Albert Larsson i Lund. Separat ställde han ut på bland annat Galerie Moderne i Stockholm och SDS-hallen i Malmö. Han medverkade i samlingsutställningar med Skånes konstförening, Sveriges allmänna konstförening, Skånekonstnärer på Liljevalchs konsthall och Den Fries Efteraarsudstilling i Köpenhamn. Bland hans offentliga arbeten märks ett krucifix för S:t Lars kyrkosal i Lund, och ett monument över krigsförlista sjömän i Malmö, skulpturen Förtröstan vid en skola i Trelleborg, skulpturen Flicka med kattungar vid Dammfriskolan i Malmö, Flicka med fågel i Staffanstorp, skulpturen Sista stegen vid Simrishamns lasarett och ett flertal porträtt och reliefer. 
Han är kanske mest känd som formgivare av ljusstaken Liljan, som han formgav åt Ystad-Metall och som tillverkats i brons, mässing och nysilver. Den har också tagit upp i nytillverkning av Skultuna Messingsbruk. Han formgav även andra föremål åt Ystad-Metall, som askar, vaser och speglar. 
Ivar Ålenius-Björk är representerad på Malmö Museum och Ystads konstmuseum.

## Offentliga verk i urval
- Monument för krigsförlista sjömän, 1945, i Malmö
- Flicka med kattungar, brons, 1958, Dammfriskolans entré i Malmö
- Flickan och källan, fontän, granit och brons, 1963, mellan Ortopediska och Medicinska kliniken på Universitetssjukhuset MAS i Malmö
- Skulptur på gården till Petersgårdens kyrka i Lund
- Spekulation, metall, utanför huvudentrén till Ängelholms sjukhus